# Issabéry
Issabéry (ou Issa Béry) est une commune du Mali, dans le cercle de Goundam et la région de Tombouctou.
Le chef-lieu et le siège de la communauté de communes est le village de Toucabangou, rive sud du lac Figuibine.